# Айша Малік
Айша А. Малік (урду عائشہ اے ملک; 3 червня 1966, Карачі, Сінд) — пакистанська суддя. Вона перша жінка-суддя Верховного суду в історії Пакистану. 6 січня 2022 року Судова комісія Пакистану затвердила її призначення до Верховного суду. Вона прийняла присягу 24 січня 2022. З 27 березня 2012 року до 5 січня 2022 року Малік також обіймала посаду судді пакистанського Верховного суду Лахора.

## Раннє життя та освіта
Айша здобула базову освіту в школах Парижа та Нью-Йорка, а також закінчила школу для дівчат Френсіс Холланд у Лондоні, де отримала атестат зрілості A-Levels. У Пакистані вона відвідувала гімназію Карачі та здобула ступінь бакалавра комерції у місцевому Державному коледжі комерції та економіки. Потім вона здобула юридичну освіту в Пакистанському юридичному коледжі та ступінь магістра права Гарвардської школи права. У 1998—1999 роках за видатні заслуги Малік була удостоєна стипендіату Лондонського фонду імені Г. Гаммона.

## Юридична кар'єра
Айша розпочала свою юридичну кар'єру, асистуючи Фахурддіну Г. Ебрагіму у юридичній фірмі Fakhruddin G. Ebrahim & Co. , Карачі, з 1997 по 2001 рік.
З 2001 по 2004 рік Малік працювала в компанії Rizvi, Isa, Afridi & Angell, спочатку на посаді старшого юриста. З 2004 по 2012 рік вона була партнером у Rizvi, Isa, Afridi & Angell (RIAA). У цей час вона очолювала офіс фірми в Лахорі та керувала відділом корпоративних і судових спорів.
27 березня 2012 року Айша стала суддею Верховного суду Лахора.
У січні 2019 року Айша Малік стала президентом новоствореного пакистанського Комітету із захисту жінок-суддів у Лахорі. Цей комітет був створений головою Верховного суду Лахору для боротьби з хуліганськими діями адвокатів у районних судах щодо жінок-суддів.
Айша також є членом Міжнародної асоціації жінок-суддів (IAWJ), ініціативи з розширення прав і можливостей жінок через рівність і справедливість для кожної дівчини та жінки. Суддя Айша є прихильницею важливості гендерної перспективи у підтримці верховенства закону
Юридична практика Айші включає виступи у Верховних судах, окружних судах, банківському суді, спеціальних та арбітражних судах. В Англії та Австралії вона виступала як експерт-свідок у справах по сімейному праву, пов'язаних з питаннями опіки над дітьми, розлучення, прав жінок та конституційного захисту жінок у Пакистані. Вона автор кількох відомих судових рішень, у яких особлива увага приділяється правам жінок та гендерній рівності.
Айша очолювала Комітет з нагляду за жінками-судовими службовцями, який розглядав усі питання, пов'язані з ними.
Малик розглядає екологічні справи у Високому суді Лахору і є «зеленим» суддею, який виступає за екологічну справедливість.
Вона працювала над процесом ефективного прискорення судового процесу за рахунок автоматизації та управління справами. Вона брала участь у забороні на території Пенджабу «тестів на цноту», які до цього проводилися тим, хто пережив зґвалтування як один з аргументів при визначенні різниці між зґвалтуванням та добровільним сексом (у тому числі чоловіками, у тому числі не гінекологами, у тому числі без використання медичних інструментів).
У січні 2022 року вона прийняла присягу як суддя Верховного суду Пакистану. Вона стала першою жінкою-суддею Верховного суду.
У грудні 2022 року її було включено до списку 100 жінок Бі-бі-сі.

## Викладання юриспруденції
Айєша викладала банківське право в Університеті Пенджабу, на факультеті магістрів бізнесу та інформаційних технологій, а також торгівельне право в Коледжі бухгалтерського обліку та управлінських наук, Карачі.
Вона розробила курс «Гендерна сенсибілізація судових процесів» для Ради Судової академії Пенджабу і підготувала посібник з екологічного законодавства для полегшення роботи судів у справах, пов'язаних з охороною довкілля.

## Соціальна робота
Айша працювала юрисконсультом на громадських засадах у неурядових організаціях, що займаються програмами подолання бідності, програмами мікрофінансування та програмами професійної підготовки.
Вона також багато років добровільно викладала англійську мову та розвиток навичок спілкування в школі Германа Гмайнера в Лахорі (проєкт SOS).

## Особисте життя
У Айші троє дітей у шлюбі з професором права Хумаюном Іхсаном.

## Публікації
1. Які 'Trade' в Financial Services: Відомості про громадськість на Trade in Financial Services під GATS- Journal of World Investment, Vol 1 No.2, December 2000. 12th Edition of Global Report 2004 на Independence of the Judiciary-Pakistan Chapter. Pakistan Secular Laws:
2. The Oxford International Encyclopedia of Legal History 2009, Volume 4
3. Compilation of Supreme Court of Pakistan 1956—2006 Вибрані події публікуються в Pakistan College of Law, публіковані в 50-й літературі of Supreme Court of Pakistan.
4. Contribution to the Merger Control, Getting The Deal Through, being an International Journal of Competition policy and Regulation Global Competition Review.
5. Reporting for Pakistan for the Oxford Reports on International Law in Domestic Courts, a publication of the Oxford University Press.[11]
6. Judicial Review and Rule of Law in Pakistan[12] Journal of Comparative Law, Vol. 18 No. 3, December 2023).